# Catephia diffusa
Catephia diffusa är en fjärilsart som beskrevs av Le Cerf 1922. Catephia diffusa ingår i släktet Catephia och familjen nattflyn. Inga underarter finns listade i Catalogue of Life.